# Målartjärnen
Målartjärnen är en sjö i Sundsvalls kommun i Medelpad och ingår i Ljungans huvudavrinningsområde. Sjön har en area på 0,0487 kvadratkilometer och ligger 84,6 meter över havet.

## Delavrinningsområde
Målartjärnen ingår i det delavrinningsområde (691974-153341) som SMHI kallar för Mynnar i Fanbyån. Medelhöjden är 183 meter över havet och ytan är 31,43 kvadratkilometer. Räknas de 6 avrinningsområdena uppströms in blir den ackumulerade arean 77,88 kvadratkilometer. Tingån som avvattnar avrinningsområdet har biflödesordning 3, vilket innebär att vattnet flödar genom totalt 3 vattendrag innan det når havet efter 60 kilometer. Avrinningsområdet består mestadels av skog (72 procent) och jordbruk (11 procent). Avrinningsområdet har 0,05 kvadratkilometer vattenytor vilket ger det en sjöprocent på 0,2 procent.